# Симферополь-Грузовой
Симферо́поль-Грузово́й (укр. Сімферополь-Вантажний; до 1958 — Битумная) — грузопассажирская железнодорожная станция в Крыму.

## История
До 1958 года носила название Битумная, по расположенному рядом со станцией селу. Нынешнее название дано как грузовой железнодорожной станции Симферополя. Станция называлась Битумная, еще как минимум в 1981 году.

## Описание
На станции имеется зал ожидания с билетными кассами и камерой хранения, а также пути для отстоя грузовых вагонов. По параграфу возможны небольшие грузовые отправления, а также контейнеры массой до 20 тонн.

## Пригородное сообщение
Через станцию проходят маршруты пригородных электропоездов:
- Урожайная — Симферополь (0,5 пары)
- Симферополь — Джанкой (3 пары)
- Симферополь — Мамут (1 пары)
- Симферополь — Солёное Озеро (4 пары)
- Симферополь — Евпатория-Курорт (4 пары)

Пассажирские поезда дальнего следования на станции не останавливаются.